# Wilhelm von Opel
Wilhelm Albert Opel (a partir de 1917 von Opel; Rüsselsheim, 15 de maio de 1871 — Wiesbaden, 2 de maio de 1948) foi um empresário alemão.
Foi um dos proprietários da Opel. Na década de 1920 introduziu com o Opel 4 PS a linha de produção na indústria automobilística alemã.